# Jan Fijn
Geert Jan Hendrik (Jan) Fijn (Zierikzee, 12 april 1896 - Alkmaar, 28 maart 1971) was een Nederlandse burgemeester tijdens de Tweede Wereldoorlog. Hij was lid van de NSB.

## Leven en werk
Fijn werd in 1896 in Zierikzee geboren als zoon van de klerk bij de posterijen Hendrik Fijn en Cornelia Bom. Hij was werkzaam als ambtenaar op de secretarie van de Noord-Hollandse gemeente Bergen. In 1933 werd hij lid van de N.S.B. In september 1941 werd hij benoemd tot burgemeester van Egmond aan Zee en Egmond-Binnen en in juli 1942 tot waarnemend burgemeester van Bergen. In december 1943 werd hij benoemd tot burgemeester van Hilversum. In 1945 werd hij als burgemeester afgezet en in 1947 werd hij door het Bijzondere Gerechtshof te Amsterdam veroordeeld tot een gevangenisstraf van tien jaar, het verlies van kiesrecht en het recht om ambten te bekleden.
Vanaf 1950 was Fijn in zijn oude woonplaats Bergen werkzaam als aquarellist, pentekenaar, schilder en tekenaar. Hij had een woonhuis en atelier aan de Kerkelaan aldaar.